# Ariranha (ort)
Ariranha är en ort i Brasilien.   Den ligger i kommunen Ariranha och delstaten São Paulo, i den sydöstra delen av landet, 600 km söder om huvudstaden Brasília. Ariranha ligger 593 meter över havet och antalet invånare är 8 547.
Terrängen runt Ariranha är huvudsakligen platt. Ariranha ligger uppe på en höjd. Närmaste större samhälle är Santa Adélia, 6,4 km söder om Ariranha.
Trakten runt Ariranha består till största delen av jordbruksmark. Runt Ariranha är det ganska tätbefolkat, med 58 invånare per kvadratkilometer.